# Feuilleea chrysantha
Feuilleea chrysantha là một loài thực vật có hoa trong họ Cucurbitaceae. Loài này được (Vahl) Kuntze mô tả khoa học đầu tiên năm 1891.